# Edward Courtenay, I conte di Devon
Edward Courtenay I conte di Devon (1527 – Padova, 18 settembre 1556) unico figlio di Henry Courtenay, I marchese di Exeter e Gertrude Courtenay, Marchesa di Exeter.

## Le regali parentele
Edward Courtenay nacque nel 1527 da Henry Courtenay, I marchese di Exeter e dalla sua seconda moglie Gertrude Courtenay, Marchesa di Exeter e fu il loro unico figlio. Sua nonna paterna era Caterina di York (14 agosto 1479-15 novembre 1527) figlia di Edoardo IV d'Inghilterra ed Elisabetta Woodville. Questa parentela lo legava strettamente a molti dei nobili del paese, suo primo cugino era Enrico VIII d'Inghilterra mentre fra i cugini di secondo grado poteva contare Maria, Edoardo ed Elisabetta I d'Inghilterra, i figli del re, Giacomo V di Scozia, Henry Brandon, I conte di Lincoln, Frances Brandon ed Eleanor Brandon.
La prima parte della vita di Edward passò in tranquillità presso la corte del reale cugino inglese dove suo padre rivestiva un ruolo di primo piano, mentre sua madre era una delle dame di compagnia di Caterina d'Aragona.

## La lunga prigionia
Nel 1538 tuttavia il vento cambiò. Edward insieme alla madre e al padre venne tratto in arresto e portato alla Torre di Londra. Suo padre era stato accusato di essere in stretta corrispondenza con il Cardinale Reginald Pole che si era autoesiliato lontano dall'Inghilterra per via del profondo dissenso che aveva avuto con Enrico, di cui era cugino perché figlio di Margaret Pole, in merito alla politica di rottura con la Chiesa cattolica che il re aveva intrapreso e che aveva portato allo Scisma anglicano. L'accusa nei confronti di Henry era di essere a capo di un complotto filo-cattolico che aveva come scopo la deposizione di Enrico e la salita al trono di Henry (che era apparteneva al ramo yorkista della famiglia). Il processo che ne seguì portò alla condanna a morte di Henry che venne giustiziato il 9 gennaio 1539, mentre Edward e la madre rimasero prigionieri e si videro confiscati i titoli e le proprietà di famiglia.
Gertrude venne rilasciata nel 1540 e rimase in stretti rapporti con la principessa Maria, tuttavia Edward in quanto nipote di Edoardo IV e unico erede maschio degli York venne considerato troppo pericoloso per essere rilasciato. Quando Enrico morì nel 1547 gli succedette il figlio decenne Edoardo VI d'Inghilterra che promulgò un'amnistia, tuttavia Edward fu tra i pochi esclusi dal provvedimento di clemenza.
Mentre era in carcere da quasi un decennio Edward tradusse in inglese l'opera Benefizio di Cristo che dedicò ad Anne Stanhope, moglie di Edward Seymour, I duca di Somerset, reggente del regno. Questo gesto lo si potrebbe interpretare come un tentativo di riconciliarsi con il cugino reale, senza però ottenere risultati.
Edoardo morì infine nel 1553 e gli succedette brevemente Jane Grey, figlia di Frances Brandon e quindi nipote di Maria Tudor, tuttavia la principessa Maria mise insieme un notevole esercito presso il Castello di Framlingham, dirigendosi verso Londra. Maria depose Jane Grey e salì al trono con il nome di Maria I il 19 luglio 1553, il 3 agosto Edward venne rilasciato dopo quindici anni di prigionia.

## La ritrovata ed esiliata libertà
Presto Edward divenne parte della vita di corte. Maria lo creò Conte di Devon il 3 settembre e lo insignì dell'Ordine del Bagno il 29 dello stesso mese e quando il 1º ottobre Maria venne incoronata a Edward venne fatta portare la Spada di stato durante la cerimonia. Sempre in ottobre gli vennero restituiti tutti i possedimenti e i titoli paterni con la sola eccezione di quello di Marchese di Exeter che era stato donato al padre nel 1525 e che era decaduto al momento del suo arresto.
Maria dimostrò di nutrire un certo affetto per il cugino ed il vescovo Stephen Gardiner lo incoraggiò a considerarsi un papabile corteggiatore della regina che abbisognava di un marito, del resto egli possedeva già una sua piccola "corte" con parecchie persone e cortigiani al suo servizio. Maria tuttavia aveva ben altri progetti e alla fine decise di sposarsi con Filippo II di Spagna. Edoardo diresse quindi le proprie attenzioni sulla sorellastra della regina la principessa Elisabetta, il matrimonio fra Maria e Filippo si stava infatti rivelando sterile ed era assai poco popolare fra gli inglesi e se loro non avessero generato un erede Elisabetta sarebbe salita al trono e alcuni nobili si pronunciarono apertamente a favore delle nozze.
Nel 1554 scoppiò la Ribellione di Wyatt guidata da Thomas Wyatt il giovane un protestante che stava patendo il giogo cattolico e i relativi roghi, promossi da Maria e Filippo. La ribellione insorse a gennaio e due mesi dopo era già domata, tuttavia si cominciò a vociferare che non solo Edward si era visto con Wyatt, ma che stava organizzando rivolte simili nel Devonshire e in Cornovaglia.
Sia Edward sia Elisabetta vennero considerati coinvolti e portati alla Torre ed egli venne poi trasferito a Fotheringhay in maggio. Il precedente Sabato Santo era giunto in Inghilterra l'ambasciatore Simon Renard che puntualizzò che l'esistenza stessa dei due prigionieri era una minaccia per Maria e il suo futuro marito, tanto che egli non avrebbe raccomandanto a Filippo di raggiungere la fidanzata fino a che non fosse stato messo in piedi il processo e non si fossero compiuti i passi necessari per assicurare la sua sicurezza.
Maria acconsentì ad accelerare i tempi, ma la raccolta delle prove non era completa e benché ci fossero molte voci che legavano Edward ed Elisabetta alla fallita ribellione non esisteva una concreta evidenza di reale e concreto coinvolgimento dei due che, del resto, non avevano mai marciato a fianco dei ribelli. Maria e Filippo di sposarono il 25 luglio 1554 senza che sui due prigionieri fosse calata una sentenza e nemmeno sembrava profilarsene una.
Elisabetta fu infine posta agli arresti domiciliari presso la casa di Henry Bedingfeld (1509-1553) ed entro la fine dell'anno le fu permesso di tornare a corte. Alla Pasqua del 1555 anche Edward venne rilasciato e condannato all'esilio da scontare sul Continente, nel mese di novembre scrisse da Bruxelles per avere il permesso di tornare in patria ad omaggiare la regina e sua madre, che era ancora a corte, tuttavia Maria non doveva fidarsi più di lui e gli negò il permesso di rientrare pur continuando a detenere i propri titoli e le sue proprietà. Anche Elisabetta si allontanò da lui facendo così sfumare ogni possibilità di matrimonio.

## La morte
Edward passò gli anni seguenti viaggiando fra Francia e Italia, la sua ultima tappa fu Padova dove morì improvvisamente il 18 settembre 1556. Le circostanze esatte della morte non sono note, l'ambasciatore di Maria presso la Repubblica di Venezia le mandò un resoconto, ma egli non era né un testimone, né un medico. Secondo il suo racconto Edward era impiegato in una caccia con il falco e si era ritrovato in un luogo isolato mentre scoppiava un temporale, conseguenza di questo fu una violenta febbre che lo portò alla morte in breve tempo.
Anche se si vociferò di avvelenamenti e sifilide nessuna voce in merito fu mai confermata, essendo morto senza figli i titoli e le proprietà passarono a un suo lontano cugino, William Courtenay (1529 circa-8 agosto 1557).
Edward venne sepolto nella Basilica di Sant'Antonio a Padova e successivamente le sue spoglie furono portate in Inghilterra.

## Ascendenza
|                                       |                                  |                                  | Genitori                             |  |  | Nonni |  |  | Bisnonni                           |  |  | Trisnonni      |  |
|                                       |                                  |                                  |                                      |  |  |       |  |  | Edward Courtenay, I conte di Devon |  |  | Hugh Courtenay |  |
|                                       |                                  |                                  |                                      |  |  |       |  |  | Edward Courtenay, I conte di Devon |  |  | Hugh Courtenay |  |
|                                       |                                  | Margaret Carminow                |                                      |  |  |       |  |  | Edward Courtenay, I conte di Devon |  |  |                |  |
| William Courtenay, I conte di Devon   |                                  |                                  |                                      |  |  |       |  |  | Edward Courtenay, I conte di Devon |  |  |                |  |
|                                       |                                  | Elizabeth Courtenay              | Philip Courtenay                     |  |  |       |  |  |                                    |  |  |                |  |
|                                       |                                  | Elizabeth Courtenay              | Philip Courtenay                     |  |  |       |  |  |                                    |  |  |                |  |
|                                       |                                  | Elizabeth Courtenay              | Elizabeth Wonwell                    |  |  |       |  |  |                                    |  |  |                |  |
| Henry Courtenay, I marchese di Exeter |                                  | Elizabeth Courtenay              |                                      |  |  |       |  |  |                                    |  |  |                |  |
|                                       |                                  | Edward IV, re d'Inghilterra      | Richard, III duca di York            |  |  |       |  |  |                                    |  |  |                |  |
|                                       |                                  | Edward IV, re d'Inghilterra      | Richard, III duca di York            |  |  |       |  |  |                                    |  |  |                |  |
|                                       |                                  | Edward IV, re d'Inghilterra      | Cecily Neville                       |  |  |       |  |  |                                    |  |  |                |  |
| Catherine di York                     |                                  | Edward IV, re d'Inghilterra      |                                      |  |  |       |  |  |                                    |  |  |                |  |
|                                       |                                  | Elizabeth Woodville              | Richard Woodville, I conte di Rivers |  |  |       |  |  |                                    |  |  |                |  |
|                                       |                                  | Elizabeth Woodville              | Richard Woodville, I conte di Rivers |  |  |       |  |  |                                    |  |  |                |  |
|                                       |                                  | Elizabeth Woodville              | Jacquette di Lussemburgo             |  |  |       |  |  |                                    |  |  |                |  |
| Edward Courtenay, I conte di Devon    |                                  | Elizabeth Woodville              |                                      |  |  |       |  |  |                                    |  |  |                |  |
|                                       | John Blount, III barone Mountjoy | Walter Blount, I barone Mountjoy |                                      |  |  |       |  |  |                                    |  |  |                |  |
|                                       | John Blount, III barone Mountjoy | Walter Blount, I barone Mountjoy |                                      |  |  |       |  |  |                                    |  |  |                |  |
|                                       | John Blount, III barone Mountjoy | Helena Byron                     |                                      |  |  |       |  |  |                                    |  |  |                |  |
| William Blount, IV barone Mountjoy    | John Blount, III barone Mountjoy |                                  |                                      |  |  |       |  |  |                                    |  |  |                |  |
|                                       |                                  | Lora Berkeley                    | Edward Berkeley                      |  |  |       |  |  |                                    |  |  |                |  |
|                                       |                                  | Lora Berkeley                    | Edward Berkeley                      |  |  |       |  |  |                                    |  |  |                |  |
|                                       |                                  | Lora Berkeley                    | Christian Holt                       |  |  |       |  |  |                                    |  |  |                |  |
| Gertrude Blount                       |                                  | Lora Berkeley                    |                                      |  |  |       |  |  |                                    |  |  |                |  |
|                                       |                                  | William Saye                     | John Saye                            |  |  |       |  |  |                                    |  |  |                |  |
|                                       |                                  | William Saye                     | John Saye                            |  |  |       |  |  |                                    |  |  |                |  |
|                                       |                                  | William Saye                     | Elizabeth Cheney                     |  |  |       |  |  |                                    |  |  |                |  |
| Elizabeth Saye                        |                                  | William Saye                     |                                      |  |  |       |  |  |                                    |  |  |                |  |
|                                       |                                  | Elizabeth Fray                   | John Fray                            |  |  |       |  |  |                                    |  |  |                |  |
|                                       |                                  | Elizabeth Fray                   | John Fray                            |  |  |       |  |  |                                    |  |  |                |  |
|                                       |                                  | Elizabeth Fray                   | Agnes Danvers                        |  |  |       |  |  |                                    |  |  |                |  |
|                                       |                                  | Elizabeth Fray                   |                                      |  |  |       |  |  |                                    |  |  |                |  |